# Pippi Långstrump (animerad TV-serie)
Pippi Långstrump är en svensk animerad TV-serie i 26 avsnitt från 1997 i regi av Paul Riley och producerad av Svensk filmindustri . Serien bygger på Astrid Lindgrens böcker om Pippi Långstrump, och följer på den animerade långfilmen med samma namn från 1997.
Vissa av seriens avsnitt har även släppts ihopredigerade till långfilmer - däribland märks Pippi i Söderhavet från 1999, som även fick biopremiär.

## Svenska röster (i urval)
- Pippi Långstrump - Elin Larsson
- Annika Settergren - Jasmine Heikura
- Tommy Settergren - Max Wallér
- Fru Pryselius - Wallis Grahn
- Fru Settergren - Maria Bolme
- Herr Settergren - Anders Beckman
- Dunder-Karlsson - Peter Carlsson
- Blom - Pontus Gustafsson
- Kling - Jan Sigurd
- Klang - Tomas Bolme
- Efraim Långstrump - Börje Ahlstedt
- Fridolf - Tommy Johnsson

## Avsnitt
| Nr | Titel                                           | Premiärdatum      |
| -- | ----------------------------------------------- | ----------------- |
| 1  | Pippi flyttar in i Villa Villerkulla            | 4 juli 1998       |
| 2  | Pippi får besök av tjuvar                       | 5 juli 1998       |
| 3  | Pippi vill inte sälja sitt hus                  | 11 juli 1998      |
| 4  | Pippi, Tommy och Annika rymmer i en luftballong | 12 juli 1998      |
| 5  | Pippi i Söderhavet                              | 18 juli 1998      |
| 6  | Pippi möter två pärlforskare                    | 19 juli 1998      |
| 7  | Pippi kommer hem                                | 25 juli 1998      |
| 8  | Pippi tävlar på skidor                          | 26 juli 1998      |
| 9  | Pippi tävlar i hästhoppning                     | 1 augusti 1998    |
| 10 | Pippi träffar en storskurk                      | 2 augusti 1998    |
| 11 | Pippi är skeppsbruten                           | 8 augusti 1998    |
| 12 | Pippi räddar ålderdomshemmet                    | 9 augusti 1998    |
| 13 | Pippi går på marknad                            | 15 augusti 1998   |
| 14 | Pippi firar jul med Dunder-Karlsson och Blom    | 16 augusti 1998   |
| 15 | Pippi vill inte bli stor                        | 22 augusti 1998   |
| 16 | Pippi går i skolan                              | 23 augusti 1998   |
| 17 | Pippi i ishavet                                 | 29 augusti 1998   |
| 18 | Pippi räddar gröna valar                        | 30 augusti 1998   |
| 19 | Pippi möter herr Rosenblom                      | 5 september 1998  |
| 20 | Pippi talar förstånd med farbror Blomsterlund   | 6 september 1998  |
| 21 | Pippi möter Vita Frun                           | 12 september 1998 |
| 22 | Pippi upptäcker mystiska fotspår                | 13 september 1998 |
| 23 | Pippi på blomsterutställning                    | 19 september 1998 |
| 24 | Pippi och faster Matildas testamente            | 20 september 1998 |
| 25 | Pippi och snickaren                             | 26 september 1998 |
| 26 | Pippi åker tåg                                  | 27 september 1998 |